# Municipio de Amanda (condado de Hancock)
El municipio de Amanda (en inglés: Amanda Township) es un municipio ubicado en el condado de Hancock en el estado estadounidense de Ohio. En el año 2010 tenía una población de 1024 habitantes y una densidad poblacional de 14,24 personas por km².

## Geografía
El municipio de Amanda se encuentra ubicado en las coordenadas 40°57′18″N 83°30′24″O / 40.95500, -83.50667. Según la Oficina del Censo de los Estados Unidos, el municipio tiene una superficie total de 71.89 km², de la cual 71,81 km² corresponden a tierra firme y (0,11 %) 0,08 km² es agua.

## Demografía
Según el censo de 2010, había 1024 personas residiendo en el municipio de Amanda. La densidad de población era de 14,24 hab./km². De los 1024 habitantes, el municipio de Amanda estaba compuesto por el 98,44 % blancos, el 0,29 % eran afroamericanos, el 0,1 % eran amerindios, el 0,2 % eran asiáticos, el 0,29 % eran de otras razas y el 0,68 % eran de una mezcla de razas. Del total de la población el 2,54 % eran hispanos o latinos de cualquier raza.